# Setoctena stalii
Setoctena stalii är en fjärilsart som beskrevs av Hans Daniel Johan Wallengren 1863. Setoctena stalii ingår i släktet Setoctena och familjen trågspinnare. Inga underarter finns listade i Catalogue of Life.